# تريسي هال
تريسي هال (بالإنجليزية: Tracy Hall)‏ هو ضابط وكيميائي أمريكي، ولد في 20 أكتوبر 1919 في أوغدن في الولايات المتحدة، وتوفي في 25 يوليو 2008 في بروفو في الولايات المتحدة.

## وصلات خارجية
- تريسي هال على موقع الموسوعة البريطانية (الإنجليزية)
- تريسي هال على موقع إن إن دي بي (الإنجليزية)